# Église Saint-Cyriaque de Wiwersheim
L'église Saint-Cyriaque est une église paroissiale située à Wiwersheim dans la circonscription administrative du Bas-Rhin, dans la Collectivité européenne d’Alsace. Construite entre 1887 et 1888, elle remplace à la fois l’ancienne église paroissiale du XVIIIe siècle, qui se trouvait dans le cimetière et n’était plus utilisée depuis les années 1830, ainsi que la chapelle du pèlerinage à Notre-Dame des Douleurs, qui avait été occupée par la paroisse depuis lors. Dans le cadre de ce chantier, qui est marqué par les difficultés financières et les conflits entre habitants, les deux anciens lieux de culte sont rasés et la nouvelle église construite à l’emplacement de la chapelle.
Conçue par l’architecte Henri Hannig, la nouvelle église Saint-Cyriaque est assez simple sur le plan architectural, avec un plan classique combinant un chœur et une nef quadrangulaire à la façade occidentale de laquelle est intégré le clocher. Le chœur de style gothique tardif est celui de l’ancienne chapelle du XVe siècle qui a été préservé, tandis que le reste de l’église privilégie le style néogothique.
Le mobilier provient pour l’essentiel des deux édifices précédents. Se distinguent notamment une pietà et des vitraux du XVe siècle dans le chœur, ainsi que plusieurs toiles attribuées à Joseph Melling et une série de peintures sur le thème de la Passion du Christ réalisée par une main anonyme du XVIIIe siècle.

## Historique
La première église du village est dédiée à saint Georges et construite dans l’enceinte du cimetière vers le XIIe siècle. Peu après 1700, cette église est rasée et une autre, cette fois dédiée à saint Cyriaque, est construite au même emplacement. Ce nouvel édifice semble avoir été construit à l’économie, sans clocher et est rapidement critiqué pour sa taille, plus petite que celle de la chapelle du pèlerinage de Notre-Dame des Douleurs se trouvant à la sortie du village. Par conséquent, le conseil municipal achète en 1843 la chapelle à la famille Klein, qui la possède depuis la Révolution, pour en faire l’église du village. Inutilisée, l’église du cimetière est fermée au culte en 1847 et est finalement rasée en 1887.
Le mauvais état de la chapelle et le manque de place incitent toutefois à envisager son remplacement au début des années 1880. Le projet est lancé en 1884, mais se heurte à une vive opposition de la part de certaines familles du village et de l’ensemble du conseil de fabrique en raison de son coût très important, évalué à plus de 30 000 Reichsmark, soit plus de deux fois l’intégralité des recettes annuelles de la commune. Le conseil municipal et les autorités religieuses passent outre cette opposition et poursuivent le projet, mais peinent à rassembler les fonds nécessaires. Sollicité pour apporter une aide financière, le gouvernement du district de Basse-Alsace trouve le projet trop dispendieux et la conditionne à une réduction de la taille de l’église. Les quêtes dans les villages avoisinants se montrent également décevantes, les habitants se montrant ouvertement hostiles aux quêteurs.
Bien que le financement ne soit pas assuré, le chantier débute en avril 1887 et la première pierre est posée le 13 mai. Afin de faire le plus possible d’économie, les paroissiens, y compris les femmes et les enfants, sont mis à contribution pour transporter les matériaux sur le chantier. Malgré ces difficultés, l’église est achevée au début de l’année 1888 et consacrée le 26 février.
L’église est restaurée en 1995.

## Architecture

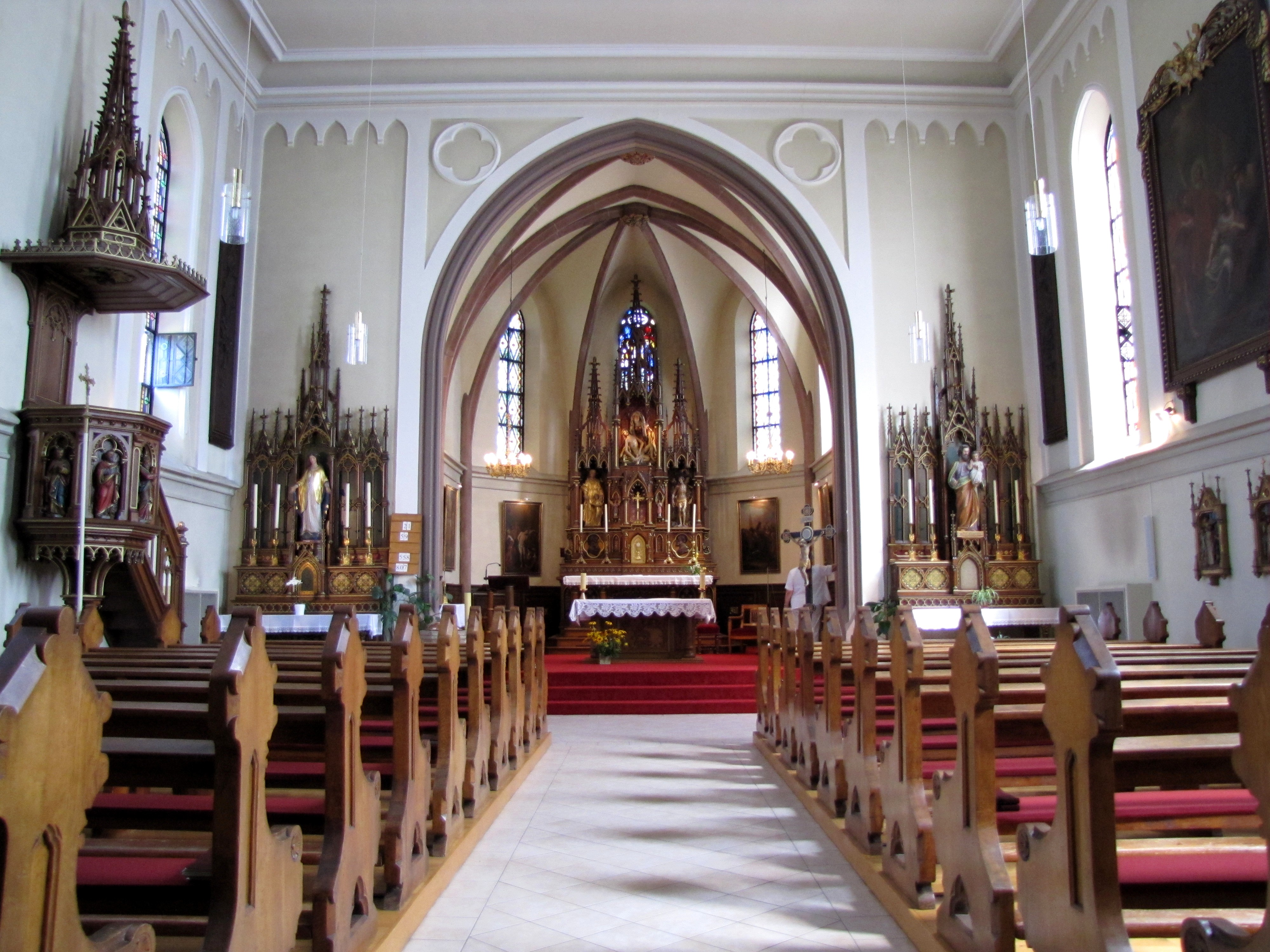
Vue générale de la nef et du chœur gothique, avec au fond le grand maître d’autel néogothique.

L’église est construite selon un plan classique comprenant un chœur voûté d’ogive à l’est à chevet à cinq pans à l’est et une nef quadrangulaire, à l’extrémité occidentale de laquelle est implanté le clocher. Le chœur est l’élément le plus ancien de l’église, puisqu’il s’agit encore de celui de l’ancienne chapelle du milieu du XVe siècle. Il ne se trouve toutefois plus à son emplacement d’origine, mais a été démonté et remonté à son emplacement actuel lors de la construction de l’église en 1887.

## Mobilier
Les fenêtres de l’abside sont dotées de vitraux provenant de l’ancienne chapelle représentant une Vierge à l’Enfant, saint Georges, le blason d’une famille indéterminée et deux autres figures non identifiées. Ceux-ci ont été réalisés vers 1480-1500, peut-être dans l’atelier de Pierre Hemmel d’Andlau. Les panneaux du bas représentant saint Jacques en pèlerin et un autre personnage ne sont en revanche pas d’origine, mais ont été ajoutés en 1887,.

- Autel, tabernacle (maître-autel)[12].
- 2 autels, 2 retables (autels secondaires), de la Vierge, de saint Joseph[13].
- 2 bas-reliefs Trophées liturgiques[14].
- Bas-relief Déploration[15].
- Fonts baptismaux[16].
- 5 tableaux le Christ au Jardin des oliviers, Ecce Homo, la Flagellation, le Portement de croix, la Crucifixion[17].
- 5 tableaux : Agonie du Christ, Flagellation du Christ, Jésus présenté au peuple, Montée au Calvaire, Calvaire[18].
- Tableau Le Christ au Jardin des oliviers[19].
- Tableau Ecce Homo[20].
- Groupe sculpté Éducation de la Vierge[21].
- Groupe sculpté Vierge de Pitié[22].
- Tableau Le Portement de croix[23].
- Tableau La Flagellation[24].
- Tableau, cadre épisode de la vie de saint Etienne[25].
- tableau : Saint Cyriaque diacre[26].
- Tableau La Crucifixion[27].
- Tableau Mise au tombeau[28].
- Tableau Moïse et le serpent d'airain[29].
- Statue saint Sébastien[30].
- Chaire à prêcher[31].
- Orgue (grand orgue) 1899, Edmond Alexandre Roethinger[32], / orgue Yves Koenig, 2002[33].

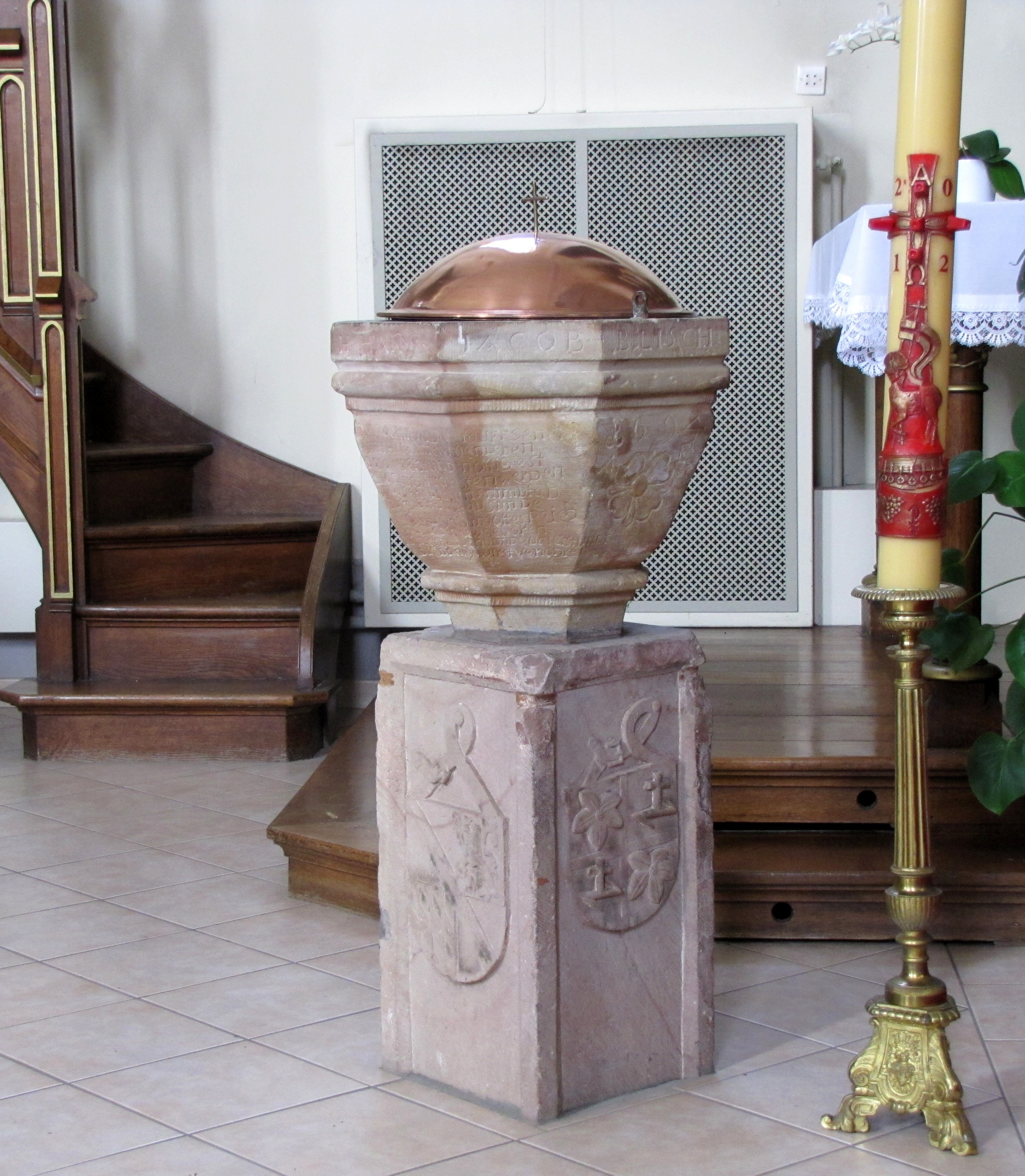
Les fonts baptismaux.

Les fonts baptismaux sont composés de deux parties réalisées à des dates différentes. Le socle est un ancien tronc de quête datant des environs de 1475. Ayant la forme d’un simple parallélépipède, il porte sur ses flancs les armoiries de l’évêque Robert de Bavière et un autre blason non identifié, probablement celui d’un bienfaiteur. La cuve porte la date de 1694 et une inscription identifiant le commanditaire comme étant le curé de l’époque, Jean Jacques Blisch. Une autre inscription presque illisible mentionne un schultheiss et une troisième évoque le caractère sacré du baptême,.
L’église contient quatre autels. Le maître autel au fond du chœur est une réalisation néogothique des ateliers Klemm de Colmar. Il n’a toutefois pas été fabriqué pour l’église de Wiwersheim, mais provient de l’église Saint-Pierre-le-Jeune de Strasbourg, à laquelle il a été acheté en 1893 lorsque celle-ci est entièrement passé au culte protestant. En avant de celui-ci le second maître d’autel porte une représentation de l’agneau pascal. Il est l’œuvre du sculpteur Denis Ritter de Truchtersheim et a été donné à l’église en 1995. La chaire a été fabriquée en 1893 par les ateliers Boehm de Mulhouse et comporte notamment les statues des quatre évangélistes.
La statuaire comprend une pietà en bois provenant de l’ancienne chapelle et datée des environs de 1460. La posture des personnages est inhabituelle, notamment celle du Christ, qui est représenté dans une position assise plutôt que couchée et dont la jambe gauche est pliée à angle droit. Le style se retrouve toutefois dans d’autres œuvres de la région, qui pourraient provenir du même atelier, notamment la sainte Anne de l’église de Bergheim. Le maître autel néogothique comprend également deux statues baroques en bois réalisées vers 1700 et représentant sainte Anne et saint Sébastien.
Les autres ornements comprennent deux pierres tombales situées vers la tribune. L’une est de provenance inconnue et porte le nom de Laurent Gurlner, chanoine de la cathédrale de Strasbourg mort en 1534. L’autre est une partie du monument funéraire de Marguerite de Wangen, qui se trouvait dans l’ancienne église paroissiale et date du XVIIe siècle ou du XVIIIe siècle. Les boiseries du chœur proviennent également de l’ancienne église paroissiale et intègrent également le devant de l’autel de celle-ci, réalisé dans les années 1780. Les deux grandes pièces en bois ornées accrochées dans la nef ont probablement la même origine.
Les peintures comprennent un grand tableau de Joseph Melling de 1787 représentant saint Cyriaque guérissant Arthémia. Un autre tableau, non signé, qui représente Moïse montrant le serpent d’airain, est également attribué à Joseph Melling. Le chœur comprend par ailleurs un ensemble de tableaux portant sur le thème de la Passion du Christ, avec le Christ au mont des Oliviers, la flagellation, l’Ecce homo, le portement de croix et la crucifixion. la mise au tombeau semble en revanche ne pas faire partie du même groupe d’œuvres au vu de ses dimensions plus petites. L’auteur de ces tableaux peints au XVIIIe siècle n’est pas connu.